# Birmingham City FC
Birmingham City FC är en engelsk professionell fotbollsklubb i Birmingham. Klubben kallas officiellt för Blues (De blåa), medan supportrarna kallas för Bluenoses (Blånäsorna). Svensken Sebastian Larsson spelade i Birmingham från 2006 till 2011, då han gick över till Sunderland. 
Klubben spelar sedan säsongen 2011/2012 i andradivisionen Championship, med undantag för ett år i League One 2024/5.

## Historia

Klubbens ligaplaceringar från och med 1892.

Klubben grundades 1875 och tio år senare blev den professionell. Den bildades först under namnet Small Heath Alliance och arenan hette Muntz Street, sedermera St Andrew's. 1892 var de ursprungliga medlemmar av The Football Leagues nybildade Division 2 och blev dess första mästare. De blev dock inte uppflyttade eftersom de misslyckades i det dåvarande kvalspelet (Test Matches), något som de däremot lyckades med säsongen därpå. 1905 bytte de namn till Birmingham FC och 1943 fick de sitt nuvarande namn.
Sin storhetstid hade klubben under 1950-talet med som bäst en sjätte plats i ligan 1955/56. Samma säsong nådde de även final i FA-cupen där det dock blev förlust mot Manchester City med 1-3. Två av de största spelarna är Joe Bradford, som på 1930-talet gjorde en hel del mål, och Trevor Francis, som under 1970-talet startade sin karriär i Birmingham och sedan värvades av Nottingham Forest.
Birmingham har ännu inte vunnit högsta divisionen men vann Ligacupen för andra gången 2011 efter att ha besegrat Arsenal på Wembley Stadium med 2-1. Birminghams andra mål i matchen gjordes i den 89:e minuten av nigerianen Obafemi Martins. Samma säsong åkte man ned till The Championsship på grund av sämre målskillnad än Wolverhampton Wanderers. Det var Stephen Hunt som nätade i den 89:e minuten för Wolverhampton, som förlorade matchen med 2-3 men hade bättre målskillnad än Birmingham vilket gjorde att Birmingham degraderades.

## Arena
Arenan St Andrew's har en kapacitet på 30 016 personer. Det finns endast sittplatser.

## Rivalitet
Klubbens ärkerivaler är Aston Villa. De har mötts sammanlagt 120 gånger i tävlingsmatcher varav Birmingham har 38 segrar mot Aston Villas 51. Första mötet var i FA-cupen 1887 då Aston Villa vann med 4-0. Första ligamötet var 1894 och vanns av Aston Villa med 2-1. I Premier League har de mötts 14 gånger och där har de 5 segrar vardera. Säsongerna 2002/03 och 2004/05 vann Birmingham båda matcherna, men har därefter aldrig besegrat Aston Villa.
Även West Bromwich Albion, Wolverhampton Wanderers och Coventry City är lokalkonkurrenter.

## Spelare

### Spelartrupp
(L) - Inlånad spelare
| 21 | England    | Ryan Allsop            | 17 juni 1992      | Hull City (-24)              |
| 45 | Nordirland | Bailey Peacock-Farrell | 29 oktober 1996   | Burnley (-24)                |
| 48 | England    | Bradley Mayo           | 15 september 2004 | Birmingham City FC           |
| -  | England    | James Beadle (L)       | 16 juli 2004      | Brighton & Hove Albion (-25) |

| 2  | England   | Ethan Laird         | 5 augusti 2001   | Manchester United (-23)       |
| 3  | England   | Lee Buchanan        | 7 mars 2001      | Werder Bremen (-23)           |
| 4  | Österrike | Christoph Klarer    | 14 juni 2000     | Darmstadt 98 (-24)            |
| 5  | England   | Dion Sanderson      | 15 december 1999 | Wolverhampton Wanderers (-22) |
| 6  | Polen     | Krystian Bielik     | 4 januari 1998   | Derby County (-22)            |
| 20 | England   | Alex Cochrane       | 21 april 2000    | Hearts (-24)                  |
| 23 | Island    | Alfons Sampsted     | 6 april 1998     | Twente (-24)                  |
| -  | Nigeria   | Bright Osayi-Samuel | 31 december 1997 | Fenerbahçe (-25)              |
| -  | Tyskland  | Phil Neumann        | 8 juli 1997      | Hannover 96 (-25)             |

| 12 | Skottland | Marc Leonard           | 19 december 2001 | Brighton & Hove Albion (-24)  |
| 13 | Sydkorea  | Seung-Ho Paik          | 17 mars 1997     | Jeonbuk Hyundai Motors (-24)  |
| 14 | England   | Keshi Anderson         | 6 april 1995     | Blackpool (-23)               |
| 15 | England   | Alfie Chang            | 4 september 2002 | Birmingham City FC            |
| 18 | Island    | Willum Thór Willumsson | 23 oktober 1998  | Go Ahead Eagles (-24)         |
| 19 | England   | Taylor Gardner-Hickman | 30 december 2001 | Bristol City (-24)            |
| 24 | Japan     | Tomoki Iwata           | 7 april 1997     | Celtic (-24)                  |
| 35 | England   | George Hall            | 15 juli 2004     | Birmingham City FC            |
| -  | Japan     | Kanya Fujimoto         | 1 juli 1999      | Gil Vicente (-25)             |
| -  | England   | Tommy Doyle (L)        | 17 oktober 2001  | Wolverhampton Wanderers (-25) |

| 7  | Sverige   | Emil Hansson    | 15 juni 1998     | Heracles Almelo (-24)     |
| 8  | Wales     | Tyler Roberts   | 12 januari 1999  | Leeds United (-23)        |
| 9  | England   | Alfie May       | 2 juli 1993      | Charlton Athletic (-24)   |
| 11 | Skottland | Scott Wright    | 8 augusti 1997   | Rangers (-24)             |
| 17 | Skottland | Lyndon Dykes    | 7 oktober 1995   | Queens Park Rangers (-24) |
| 28 | England   | Jay Stansfield  | 24 november 2002 | Fulham (-23)              |
| -  | Jamaica   | Demarai Gray    | 28 juni 1996     | Al-Ettifaq (-25)          |
| -  | Japan     | Kyogo Furuhashi | 20 januari 1995  | Rennes (-25)              |

### Utlånade spelare
| Nr | Land | Pos | Namn |
| -- | ---- | --- | ---- |

## Meriter
- Ligacupvinnare 1963, 2011
- Division 2 segrare: 1893, 1921, 1948, 1955, 1995
- Division 3 segrare 1995
- FA-Cupfinal 1931, 1956
- Football League Trophy segrare: 1991, 1995
- Birmingham Senior Cup segrare: 1905, 1907, 1915, 1920, 1921, 1922, 1983, 1996, 1999, 2000, 2003

## Klubbrekord
- Störst publik: 66 844, mot Everton, FA-cupens 5:e omgång, 11 mars 1939.
- Största seger: 12-0, mot Walsall Town Swifts, Division 2, 1892 och mot Doncaster Rovers, Division 2, 1903.
- Största förlust: 1-9, mot Blackburn Rovers, Division 1, 1895 och mot Sheffield Wednesday, Division 1, 1930.
- Flest vunna matcher i följd: 13, Division 2, 17 december-16 september 1892.
- Flest matcher i följd utan förlust: 20, Division 2, 3 september 1994-2 januari 1995.
- Flest matcher i följd utan seger: 17, Division 1, 28 september 1985-18 januari 1986.
- Flest ligamål under en säsong: 103, Division 2, 1893-94.
- Flest ligamål av en spelare under en säsong: 34, Walter Abbott, Division 2, 1898/99.
- Flest mål totalt: Joe Bradford, 267 varav 249 i ligan, 1920-35.
- Flest ligamatcher: Frank Womack, 491, 1908-28.
- Flest matcher totalt: Gil Merrick, 551, 1946-59.
- Äldste spelare: Dennis Jennings, 40 år och 190 dagar, mot Wolverhampton, 6 maj 1950.
- Yngste spelare: Trevor Francis, 16 år och 139 dagar, mot Cardiff, 5 september 1970.